# Pteris lastii
Pteris lastii är en kantbräkenväxtart som beskrevs av Carl Frederik Albert Christensen. Pteris lastii ingår i släktet Pteris och familjen Pteridaceae. Inga underarter finns listade.